# Schmauch

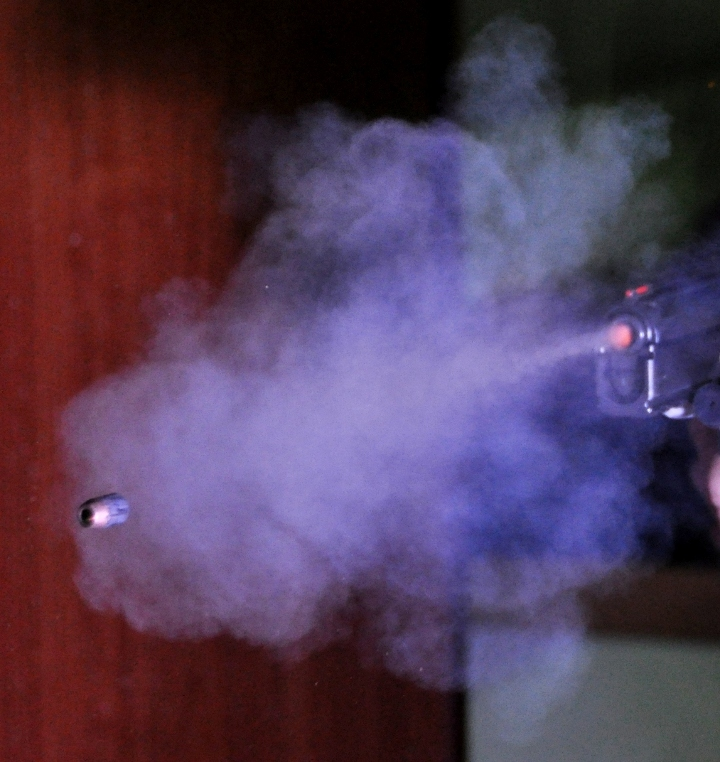
Schmauch beim Schuss aus einer Pistole

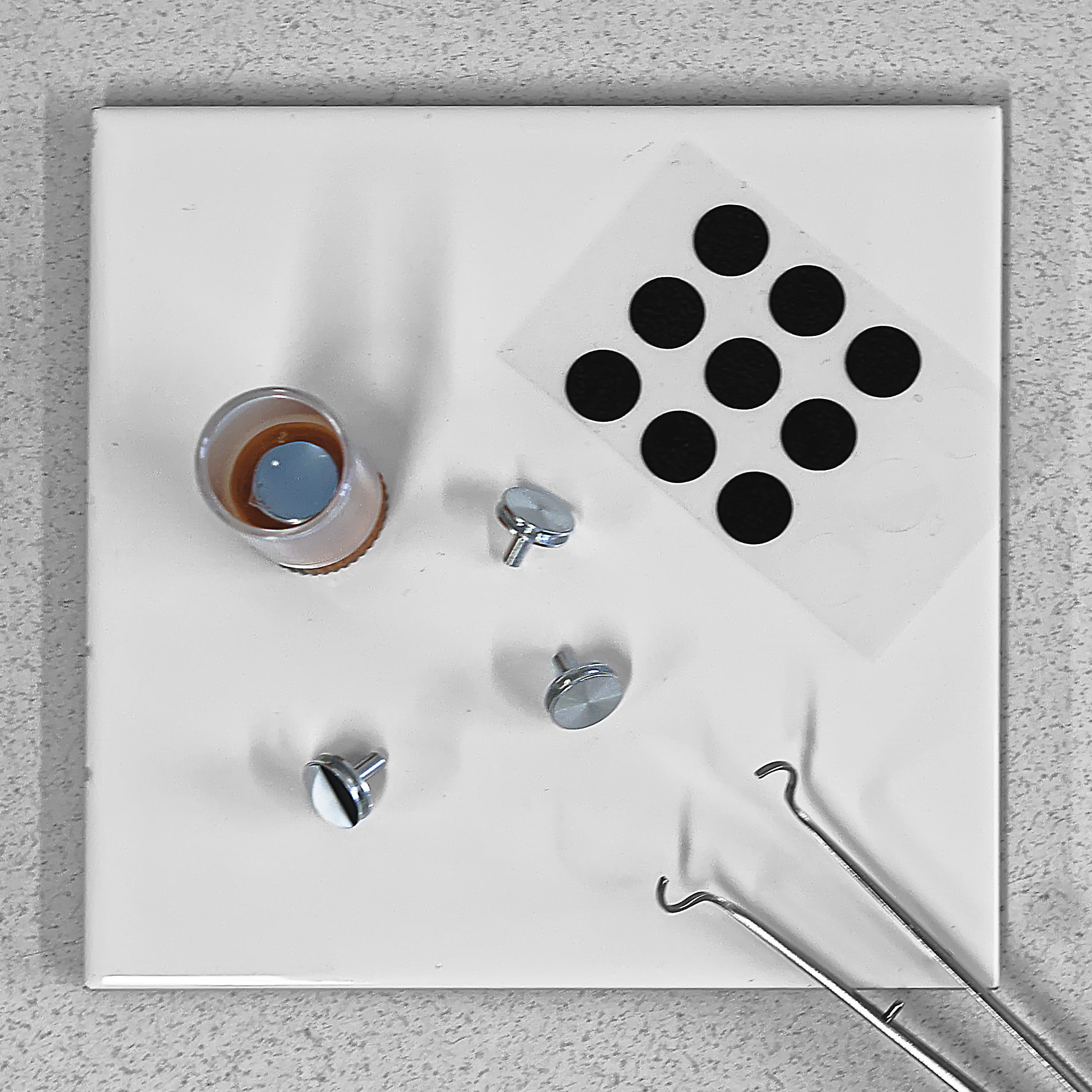
Material das zur Analyse von Schmauchproben in einem Rasterelektronenmikroskop genutzt wird.

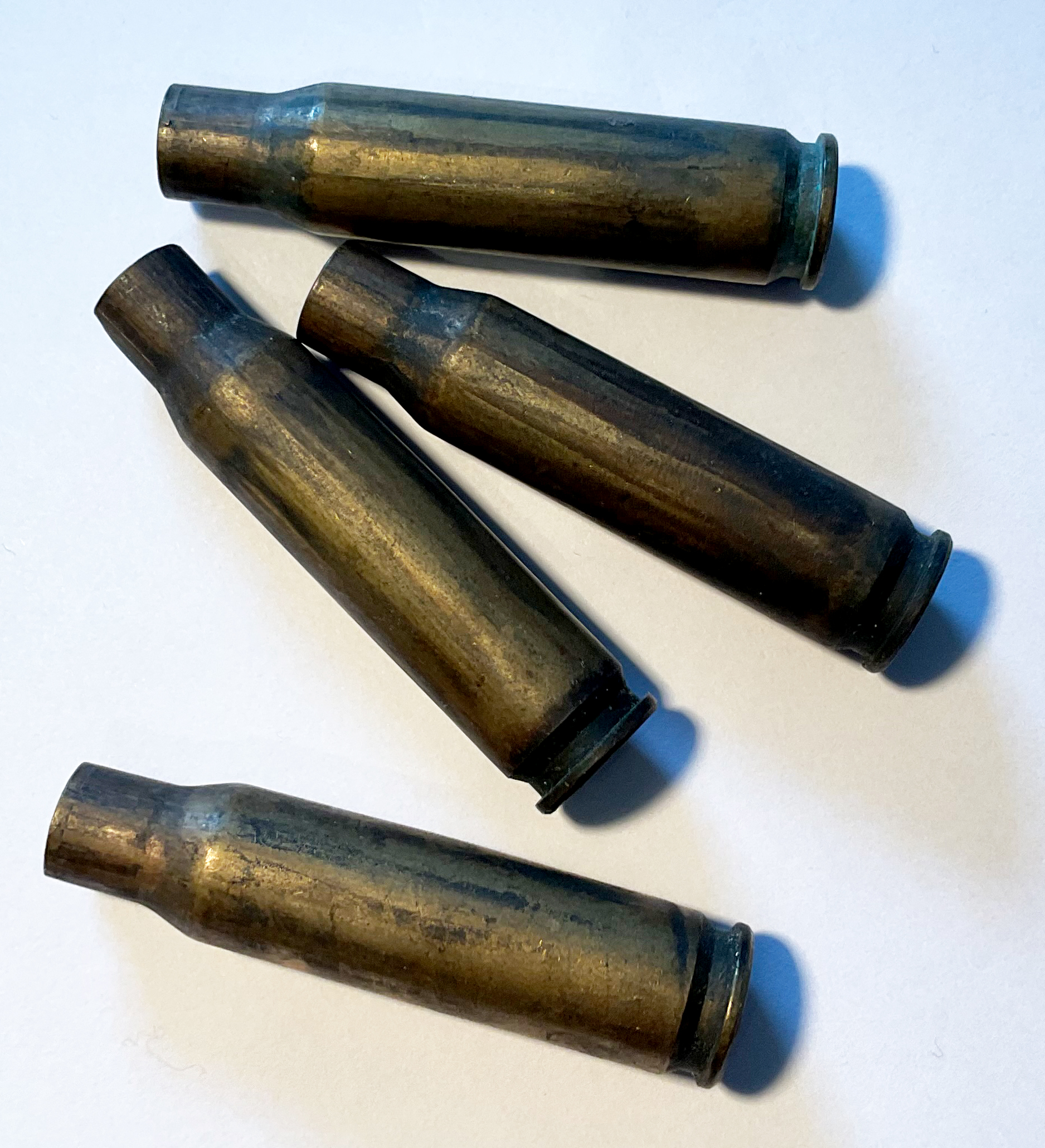
Abgefeuerte HK G3 Patronenhülsen mit den typischen Schmauchspuren durch die Druckausgleichsrillen des Patronenlagers

Als Schmauch (mhd. smouch ‚Rauch, Dunst‘) wird ein dicker, qualmender Rauch bezeichnet, der sich beim Verbrennen von ohne Flamme brennenden, glimmenden Stoffen (wie Tabak, Schießpulver) entwickelt. Schmauch heißen insbesondere die Rückstände des Mündungsfeuers einer Schusswaffe. Er wird im Wesentlichen gebildet durch Verbrennungsprodukte des Anzündsatzes und der Treibladung der Munitionspatrone. Man bezeichnet diese Rückstände, vor allem in der Forensik, auch als Schmauchspur. Manchmal bezeichnet man den Schmauch auch schlichtweg als Verbrennungsrückstände.

## Forensik
In der Forensik werden Schmauchspur-Analysen zur Ermittlung von Straftätern eingesetzt, da Schmauchspuren über längere Zeiträume an der Kleidung und der Hand des Schützen nachweisbar sind. Nachweisbar sind sie z. B. durch die Absuche von Klebebändern im analytischen Rasterelektronenmikroskop (Tape-Lift-Verfahren) oder auf chemografischem Wege (Polyvinylalkohol-Abzugsverfahren, Weinsäure-Rhodizonat-Verfahren, Griess-Test).
Seit Mai 2006 wird die Schmauchspur-Analyse beim FBI nicht mehr angewandt. Es wurde in einer Untersuchung nachgewiesen, dass eine hohe Anzahl von Personen, die nachweislich keine Waffe abgefeuert hatten, mit Schmauchspuren an Kleidung und Körperteilen kontaminiert waren. Schmauchspuren wurden z. B. durch den Kontakt mit Polizeibeamten bei der Abnahme von Fingerabdrücken übertragen.
In den USA hat diese Untersuchung dazu geführt, dass viele forensische Verfahren neu überprüft wurden. Im Zuge dieser Untersuchungen wurde festgestellt, dass die Materialanalyse eines Projektils keinen Aufschluss mehr über seinen Herstellungszeitraum gibt. Diese Analyse galt bis dahin als sicherer Beweis, dass ein Vergleichsgeschoss aus dem Haus eines Verdächtigen zum selben Datum gefertigt wurde.